# بيت هنري
بيت هنري (بالإنجليزية: Pete Henry)‏ هو لاعب كرة قدم أمريكية أمريكي، ولد في 31 أكتوبر 1897 في مانسفيلد في الولايات المتحدة، وتوفي في 7 فبراير 1952 في واشنطن في الولايات المتحدة.

## وصلات خارجية
- بيت هنري على موقع مرجع كرة القدم المحترفة.كوم (الإنجليزية)
- بيت هنري على موقع إن إن دي بي (الإنجليزية)